# Liste der Monuments historiques in Quemigny-sur-Seine
Die Liste der Monuments historiques in Quemigny-sur-Seine führt die Monuments historiques in der französischen Gemeinde Quemigny-sur-Seine auf.

## Liste der Immobilien
| Bezeichnung                   | Beschreibung | Standort               | Kennzeichnung | Schutzstatus | Datum | Bild           |
| ----------------------------- | --- | ---------------------- | ------------- | ------------ | ----- | -------------- |
| Château de Quemigny-sur-Seine | Wasserburg, 13. oder 14. Jahrhundert, um 1750 zum Schloss umgebaut; mit Wirtschaftsgebäuden, zwei Rundtürmen und Teilen der Innenausstattung | Rue de l’Eglise (Lage) | PA00112603    | Inscrit      | 1975  | weitere Bilder |

## Liste der Objekte
| Bezeichnung                  | Beschreibung                                                         | Standort                        | Kennzeichnung | Schutzstatus | Datum | Bild |
| ---------------------------- | -------------------------------------------------------------------- | ------------------------------- | ------------- | ------------ | ----- | ---- |
| Skulptur Isabeau de Ternay   | Kalkstein, ehemals farbig gefasst, erste Hälfte des 16. Jahrhunderts | in der Kirche St-Bénigne (Lage) | PM21001830    | Classé       | 1966  |      |
| Skulptur Schutzmantelmadonna | Kalkstein, 16. Jahrhundert                                           | in der Kirche St-Bénigne (Lage) | PM21001829    | Classé       | 1944  |      |